# جنگل روبرتساو

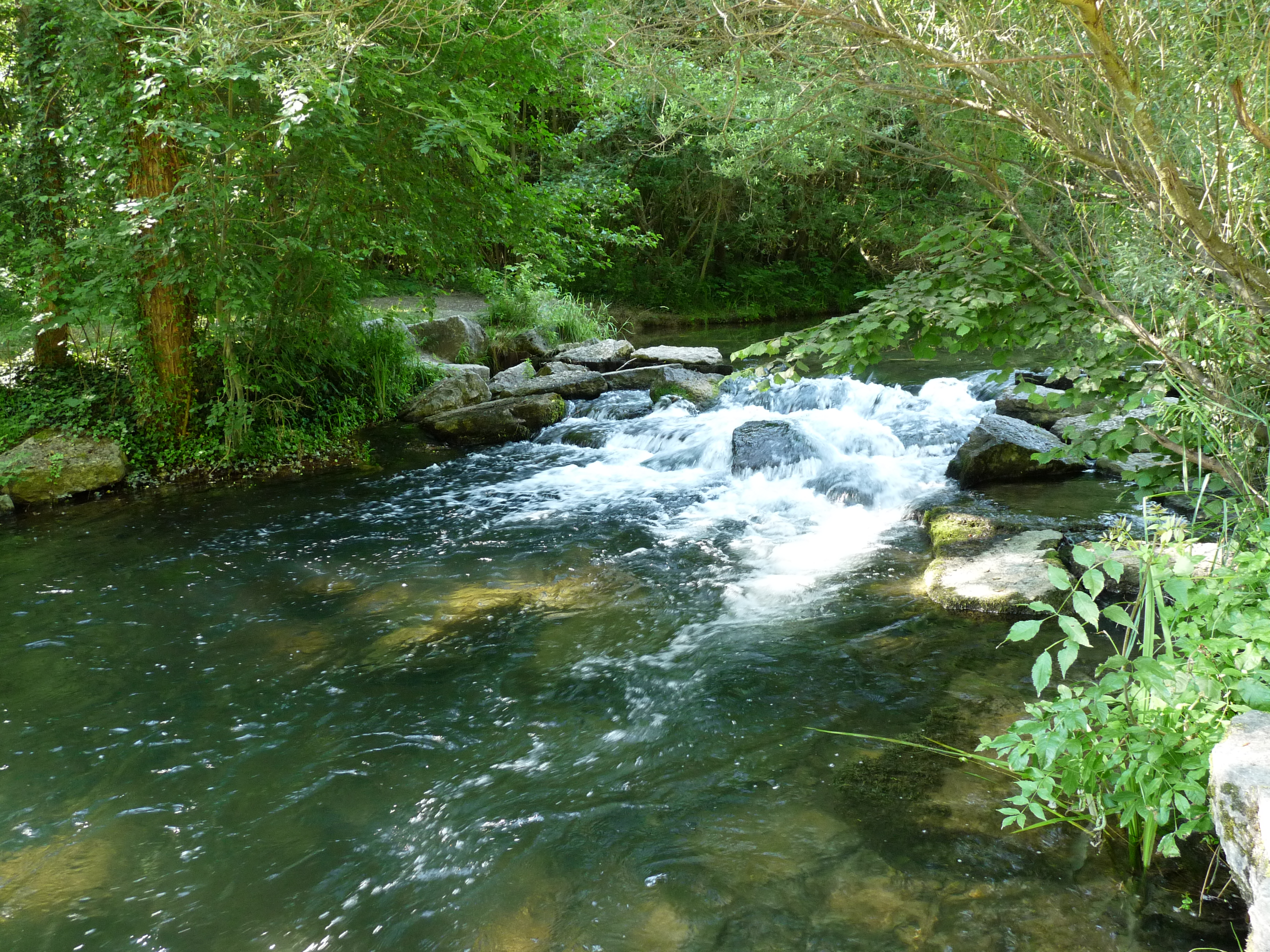
جنگل روبرتساو

جنگل روبرتساو (به فرانسوی: Forêt de la Robertsau) در شمال استراسبورگ فرانسه و در مجاورت با رودخانه راین قرار دارد .  جنگل روبرتساو جز ذخایر ملی فرانسه حساب می‌شود . 

## جاذبه‌های توریستی
- قلعه پورتالس
- باشگاه ماهیگیری
- دریاچه بلوزاند
- باشگاه سوارکاری